# صعيبة
صعيبة قرية سعودية، تتبع مركز الجائزة في محافظة الليث بمنطقة مكة المكرمة.